# Myiarchus ferox
Myiarchus ferox là một loài chim trong họ Tyrannidae.